# Tirreno-Adriatico 1973
La Tirreno-Adriatico 1973, ottava edizione della corsa, si svolse dal 13 al 17 marzo 1973 su un percorso di 582 km effettivi (sarebbero stati 769), suddiviso su 5 tappe (la quarta e la quinta suddivise su 2 semitappe). La vittoria fu appannaggio del belga Roger De Vlaeminck, che completò il percorso in 14h26'12", precedendo il connazionale Frans Verbeeck e lo svedese Gösta Pettersson.

## Tappe
| Tappa  | Data     | Percorso                                     | km  | Vincitore di tappa | Leader cl. generale |
| ------ | -------- | -------------------------------------------- | --- | ------------------ | ------------------- |
| 1ª     | 13 marzo | Ostia > Fiuggi                               | 169 | Marino Basso       | Marino Basso        |
| 2ª     | 14 marzo | Fiuggi > Pescasseroli                        | 178 | annullata          | Marino Basso        |
| 3ª     | 15 marzo | Castelvecchio > Tortoreto                    | 125 | Pietro Guerra      | Marino Basso        |
| 4ª-1   | 16 marzo | San Benedetto del Tronto > Morrovalle        | 95  | Frans Verbeeck     | Roger De Vlaeminck  |
| 4ª-2   | 16 marzo | Morrovalle > Civitanova Marche               | 68  | Marino Basso       | Roger De Vlaeminck  |
| 5ª-1   | 17 marzo | Civitanova Marche > San Benedetto del Tronto | 107 | Roger De Vlaeminck | Roger De Vlaeminck  |
| 5ª-2   | 17 marzo | San Benedetto del Tronto (cron. individuale) | 18  | Roger Swerts       | Roger De Vlaeminck  |
| Totale | Totale   | Totale                                       | 582 |                    |                     |

## Dettagli delle tappe

### 1ª tappa
- 13 marzo: Ostia > Fiuggi – 169 km

Risultati
| Pos. | Corridore    | Squadra            | Tempo |
| ---- | ------------ | ------------------ | ----- |
| 1    | Marino Basso | Bianchi-Campagnolo | ?     |

| Pos. | Corridore    | Squadra            | Tempo |
| ---- | ------------ | ------------------ | ----- |
| 1    | Marino Basso | Bianchi-Campagnolo |       |

### 2ª tappa
- 14 marzo: Fiuggi > Pescasseroli – 187 km

Annullata a causa del maltempo

### 3ª tappa
- 15 marzo: Castelvecchio > Tortoreto – 125 km[2]

Risultati
| Pos. | Corridore       | Squadra            | Tempo    |
| ---- | --------------- | ------------------ | -------- |
| 1    | Pietro Guerra   | Bianchi-Campagnolo | 2h56'02" |
| 2    | Marino Basso    | Bianchi-Campagnolo | a 10"    |
| 3    | Franco Ongarato | Filcas             | s.t.     |

| Pos. | Corridore          | Squadra            | Tempo    |
| ---- | ------------------ | ------------------ | -------- |
| 1    | Marino Basso       | Bianchi-Campagnolo | 7h12'54" |
| 2    | Pietro Guerra      | Bianchi-Campagnolo | a 3"     |
| 3    | Roger De Vlaeminck | Brooklyn           | a 13"    |

### 4ª tappa, 1ª semitappa
- 16 marzo: San Benedetto del Tronto > Morrovalle – 95 km

Risultati
| Pos. | Corridore          | Squadra          | Tempo    |
| ---- | ------------------ | ---------------- | -------- |
| 1    | Frans Verbeeck     | Watney-Maes Pils | 2h28'21" |
| 2    | Roger De Vlaeminck | Brooklyn         | a 2"     |
| 3    | Gösta Pettersson   | Filcas           | s.t.     |

| Pos. | Corridore          | Squadra  | Tempo |
| ---- | ------------------ | -------- | ----- |
| 1    | Roger De Vlaeminck | Brooklyn |       |

### 4ª tappa, 2ª semitappa
- 16 marzo: Morrovalle > Civitanova Marche - 68 km

Risultati
| Pos. | Corridore          | Squadra            | Tempo    |
| ---- | ------------------ | ------------------ | -------- |
| 1    | Marino Basso       | Bianchi-Campagnolo | 1h45'10" |
| 2    | Roger De Vlaeminck | Brooklyn           | s.t.     |
| 3    | Franco Ongarato    | Filcas             | s.t.     |

| Pos. | Corridore          | Squadra  | Tempo |
| ---- | ------------------ | -------- | ----- |
| 1    | Roger De Vlaeminck | Brooklyn |       |

### 5ª tappa, 1ª semitappa
- 17 marzo: Civitanova Marche >San Benedetto del Tronto – 107 km

Risultati
| Pos. | Corridore          | Squadra            | Tempo |
| ---- | ------------------ | ------------------ | ----- |
| 1    | Roger De Vlaeminck | Brooklyn           |       |
| 2    | Marino Basso       | Bianchi-Campagnolo | s.t.  |
| 3    | Franco Ongarato    | Filcas             | s.t.  |

| Pos. | Corridore          | Squadra  | Tempo |
| ---- | ------------------ | -------- | ----- |
| 1    | Roger De Vlaeminck | Brooklyn |       |

### 5ª tappa, 2ª semitappa
- 17 marzo: San Benedetto del Tronto - (Cron. individuale) - 18 km

Risultati
| Pos. | Corridore      | Squadra            | Tempo  |
| ---- | -------------- | ------------------ | ------ |
| 1    | Roger Swerts   | Molteni            | 23'48" |
| 2    | Felice Gimondi | Bianchi-Campagnolo | a 16"  |
| 3    | Davide Boifava | Magniflex          | a 17"  |

| Pos. | Corridore          | Squadra          | Tempo     |
| ---- | ------------------ | ---------------- | --------- |
| 1    | Roger De Vlaeminck | Brooklyn         | 14h26'12" |
| 2    | Frans Verbeeck     | Watney-Maes Pils | a 42"     |
| 3    | Gösta Pettersson   | Filcas           | a 1'20"   |

## Classifiche finali

### Classifica generale - Maglia azzurra
| Pos. | Corridore          | Squadra            | Tempo     |
| ---- | ------------------ | ------------------ | --------- |
| 1    | Roger De Vlaeminck | Brooklyn           | 14h26'12" |
| 2    | Frans Verbeeck     | Watney-Maes Pils   | a 42"     |
| 3    | Gösta Pettersson   | SCIC               | a 1'20"   |
| 4    | Roger Swerts       | Molteni            | a 1'25"   |
| 5    | Davide Boifava     | Magniflex          | a 1'37"   |
| 6    | Ole Ritter         | Bianchi-Campagnolo | a 1'40"   |
| 7    | Pietro Guerra      | Bianchi-Campagnolo | a 1'44"   |
| 8    | Felice Gimondi     | Bianchi-Campagnolo | s.t.      |
| 9    | Francesco Moser    | Filotex            | a 1'48"   |
| 10   | Italo Zilioli      | Dreherforte        | a 1'49"   |